# Pecos, Texas
Pecos [ˈpeɪkəs] är administrativ huvudort i Reeves County i Texas. Enligt 2010 års folkräkning hade Pecos 8 780 invånare.